# Mechtchiora
La Mechtchiora est une plaine marécageuse s'étendant sur les oblasts de Moscou, Vladimir et Riazan, en Russie.
Cette région est cernée de tous côtés par des rivières : au nord par la Kliazma, au sud-ouest par la Moskova, au sud par l’Oka et à l'est par la Soudogda et le Kolp. Il s'agit d'un sandur, formé pour l'essentiel lors de la dernière glaciation, légèrement étiré selon un axe nord-sud. Dans la moitié nord, la plaine se dresse à 120–130 m au-dessus du niveau de la mer, au sud à 80–100 m.
La Mechtchiora est drainée par la Boucha, la Zna, la Polia, le Gous et la Pra, dont les vallées sont marécageuses. Elle est ponctuée de plusieurs lacs et marécages, voire des tourbières. Près de la moitié de sa superficie est couverte de forêts mixtes.
Une partie de la Mechtchiora est occupée par les parcs nationaux Mechtchiora (oblast de Vladimir) et de Mechtchiorski (oblast de Riazan). Les confins ouest de la plaine de la Mechtchiora sont limitrophes de l’agglomération de Moscou ; cette zone forme le Parc national de Lossiny Ostrov.
La vie et l’œuvre de nombreux artistes est intimement liée à la plaine de la Mechtchiora : citons les peintres  Isaac Levitan et Abraham Archipov, les compositeurs Alexandre Borodine et Sergueï Taneïev, enfin les écrivains Vassili Grossman, Sergueï Essénine et Constantin Paoustovski.

## Liens externes

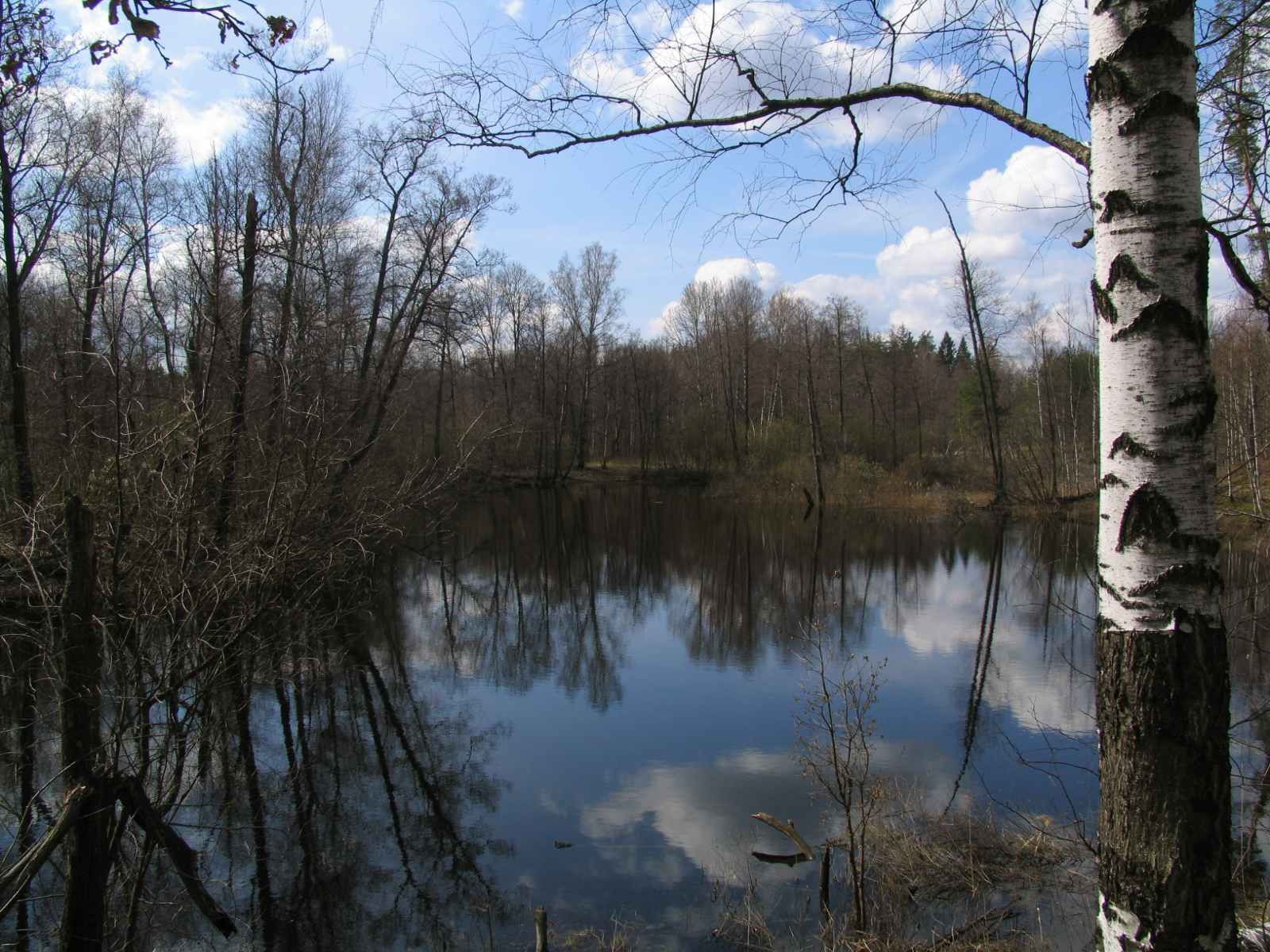
Ripisylve de la Mechtchiora.
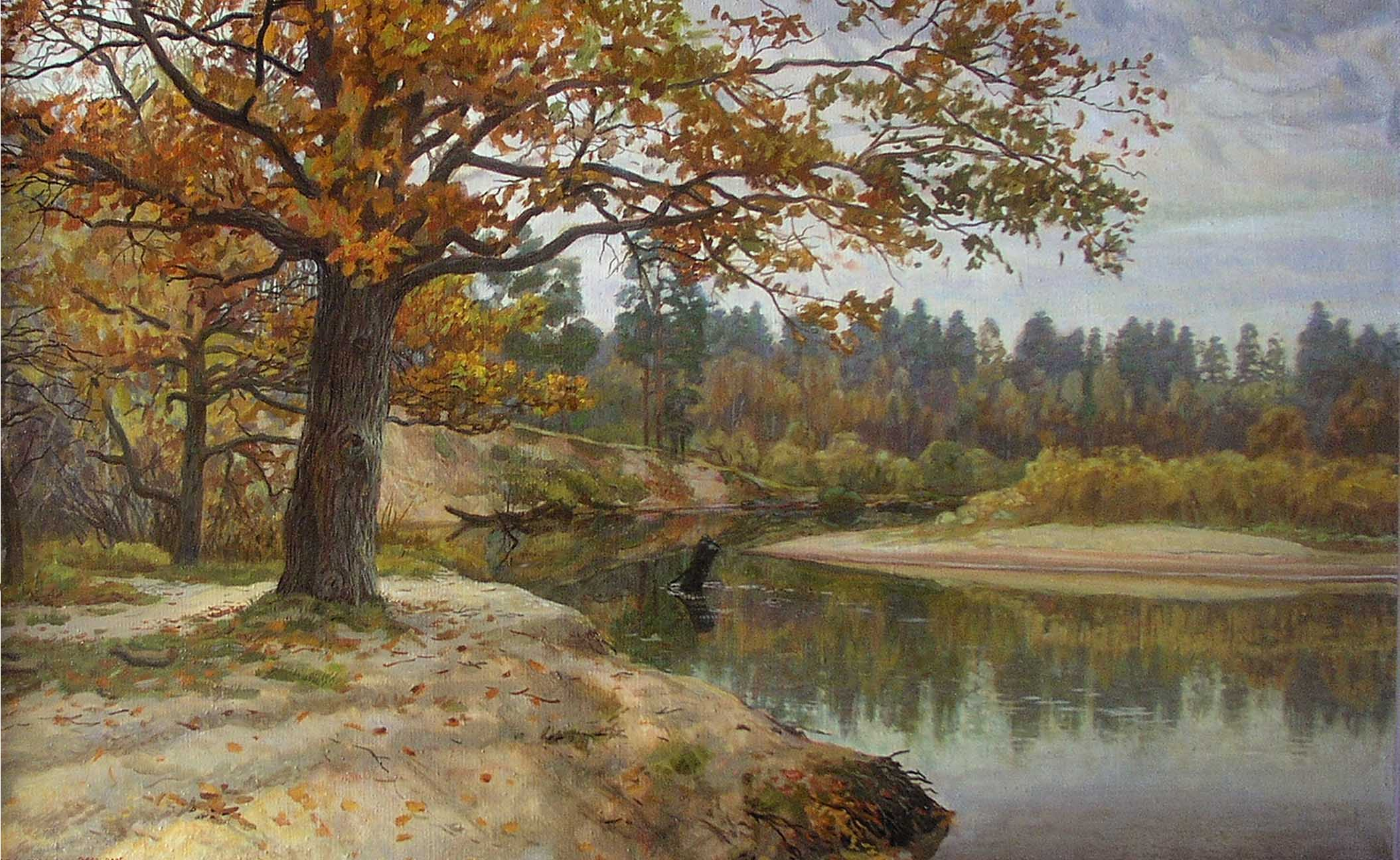
M. Presniakoff, L'Automne dans la plaine de la Mechtchiora, 1999.

## Voir également
- Famille Mechtcherski
- Incendie de Kursha-2